# Karatsu
Karatsu (japanska: 唐津市?, Karatsu-shi) är en stad i Saga prefektur i Japan. Staden fick stadsrättigheter 1932.